# Aleurotrachelus madagascariensis
Aleurotrachelus madagascariensis là một loài côn trùng cánh nửa trong họ Aleyrodidae, phân họ Aleyrodinae.
Aleurotrachelus madagascariensis được Takahashi miêu tả khoa học đầu tiên năm 1955.